# Phare de Steilene

Le phare de Steilene (en norvégien : Steilene fyr) est un phare actif situé dans l'Oslofjord, sur îlot de Fyrsteilene, dans la commune de Nesodden, comté d'Akershus.
Il était géré par l'administration côtière norvégienne (en norvégien : Kystverket).

## Historique
Le phare est situé sur un îlot de l'archipel de Steilene. Le phare a été créé en 1837, automatisé en 1967 et désaffecté  en 1984. Une  nouvelle lanterne a ensuite été construite à proximité de l'ancien bâtiment sur un poteau de 8 m. Il est inactif depuis 2017
Aujourd'hui, le phare appartient à l'administration côtière norvégienne et est géré par l'Oslofjordens Friluftsråd, qui loue le bâtiment du gardien du phare.
Le phare est inclus dans la Zone de conservation des plantes Fyrsteilene créée en 2008 

## Caractéristiques dufeu maritime
Identifiant : ARLHS : NOR-229 ; ex-NF-020900 - Amirauté : B2392 - NGA : 0440.

### Lien connexe
- Liste des phares de Norvège